# Pressefreiheit in Österreich
Die Pressefreiheit ist in Österreich als Grundrecht in der Bundesverfassung garantiert (Art 13 Abs 2 StGG). Trotzdem fiel das Land im Index der Pressefreiheit von Reporter ohne Grenzen nach Platz 31 (2022) 2024 auf Platz 32 zurück und erreichte damit das bisher schlechteste Ergebnis.

## Entwicklung
Das Verhältnis zwischen Teilen der Österreichischen Politik und verschiedenen Medien ist seit den 2000er Jahren angespannt. So steht insbesondere der öffentlich-rechtliche Rundfunk ORF immer wieder in der Kritik. Zudem herrscht eine große Marktkonzentration, d. h. ein Großteil der Medien gehört wenigen Konzernen.
Im Index der Pressefreiheit von Reporter ohne Grenzen (RoG) lag Österreich noch 2015 auf Rang 7. 2016 kritisierten RoG die hohe Inseratendichte in österreichischen Zeitungen; die Bundesregierung habe ein transparenteres Informationsgesetz verschleppt. Darüber hinaus wurden die Beibehaltung des Amtsgeheimnisses sowie der spezielle Fall einer Nachrichtensperre rund um das Flüchtlingsaufnahmezentrum Traiskirchen kritisiert.
Problematisch ist laut RoG seit 2017, dass vor allem durch die rechtskonservative FPÖ zunehmender Druck auf Journalisten ausgeübt werde. Dies geschehe meist indirekt – etwa durch Einschränkungen beim Budget – und gefährde damit die Unabhängigkeit des ORF.
Nachdem Österreich 2016–2018 in der Rangliste der Pressefreiheit Platz 11 von 180 belegte, rutschte es 2019 auf Platz 16 zurück und wird von RoG nicht mehr unter den Ländern mit guter Pressesituation geführt. Ausschlaggebend für diese Entwicklung sind Angriffe auf Journalisten durch hochrangige Politiker seit Bestehen der konservativ-rechtspopulistischen Bundesregierung Kurz I, wie beispielsweise diffamierende Äußerungen über den ORF-Journalisten Armin Wolf. Der damalige Innenminister Herbert Kickl wies Beamte an, Kommunikation zu regierungskritisch berichtende Medien (wie Standard, Kurier und Falter) auf ein Mindestmaß zu beschränken und sie nicht durch „Zuckerl“ wie Exklusivbegleitung zu unterstützen. Im darauffolgenden Jahr stürzte Österreich in der Rangliste der Pressefreiheit nochmals um 14 Plätze ab auf Rang 31. Die Organisation Reporter ohne Grenzen nennt als Gründe hierfür die Medienlage in Österreich: „Angriffe auf Journalist*innen auf Corona Demos, Schikanen seitens der Polizei, bezahlte Umfragen in Boulevardmedien und eine Politik, die durch Korruption und Bestechung geprägt ist.“ Die Plattform weist insbesondere darauf hin, in Österreich fehle es – anders als beispielsweise in der Slowakei, die sich im Ranking deutlich verbessert hat – am Interesse seitens der Politik, sich für eine höhere Basisförderung für Medien und gegen bezahlte Einflussnahme einzusetzen.
Nachdem der Verfassungsgerichtshof 2023 Ausnahmen für Medienunternehmen beim Datenschutzgesetz (DSG) als verfassungswidrig erkannt hatte, kam es zu Diskussionen über den Informantenschutz und das Redaktionsgeheimnis.
Siehe auch: Medienprivileg